# デ・ノラ
デ・ノラ（伊: Industrie De Nora S.p.A.）は、ミラノに本社を置く、電気化学産業にて事業展開をしているイタリアの多国籍企業である。デ・ノラ社は、あらゆる主要な工業電解用プロセスに用いられる電極を供給する世界有数のサプライヤーである。

## 沿革
デ・ノラ社は1923年、アムチーナ（消毒薬）などを発明したイタリア人技師オロンツィオ・デ・ノラによって設立された。
1969年、デ・ノラ社は事業エリア拡大を突き進め、日本を皮切りに、シンガポール、ブラジル、インド、中国、ドイツなど、さまざまな海外市場に進出し、子会社と合弁会社を設立した。
2015年からは、水処理・ろ過分野における技術的専門知識を活用し、この分野でも事業を展開している。
2021年12月、デ・ノラ社はドイツのティッセンクルップ社との合弁事業を通じて、サウジアラビアのネオム・プロジェクトの一環である世界最大のグリーン水素製造プラント建設に必要な電解システムの供給を受注したと発表した。
2022年にはイタリア証券取引所に上場を果たした。

## 事業内容
デ・ノラ社は、電極製造を通じて様々な分野の電気化学産業を牽引している。電極が使用される用途は主に次の3つの分野に関連している。工業分野、上下水処理分野、グリーン水素製造におけるエネルギー分野。
2022年の売上高は8億5,282万6,000ユーロ、純利益は8,966万5,000ユーロである。イタリア、ドイツ、イギリス、アメリカ、ブラジル、アラブ首長国連邦、インド、中国、日本、シンガポールを含むさまざまな地域で事業を展開している。